# Strada principale 13
La strada principale 13 è una delle strade principali della Svizzera.

## Percorso
La strada n. 13 ha inizio dal confine con la Germania presso Waldshut; oltre confine prosegue con la classificazione di B 34.
La principale n. 13 tocca Trasadigen, Neunkirch e Neuhausen am Rheinfall entrando quindi a Sciaffusa; valicato il Reno attraversa Feuerthalen e si dirige verso sud-est risalendo il corso del fiume; Inizia poi a costeggiare il Lago di Costanza, attraverso Steckborn, Kreuzlingen, Romanshorn e Rorschach.
Finito il Lago, riprende a costeggiare il Reno, che in questo tratto segna il confine di Stato, prima con l'Austria e poi con il Liechtenstein; in questo tratto si attraversano Altstätten, Buchs e Sargans. Da qui inizia la salita verso le Alpi, attraverso Coira, Thusis e Hinterrhein, da dove inizia la tratta di valico del passo del San Bernardino inibita ai veicoli più larghi di 2,30 metri.
Superato il passo, la strada scende fino a Mesocco, dove termina la tratta a sezione ridotta; discendendo la Mesolcina si raggiunge Bellinzona, e attraverso il Piano di Magadino e il successivo costeggiamento del Verbano la strada termina al confine italiano al valico di Piaggio Valmara; la strada prosegue in territorio italiano come SS 34.